# Menneus samperi
Espèce
Menneus samperi est une espèce d'araignées aranéomorphes de la famille des Deinopidae.

## Distribution
Cette espèce se rencontre en Afrique de l'Est au Kenya, en Tanzanie et en Ouganda.

## Description
Le mâle holotype mesure 7,6 mm et la femelle 10,5 mm.

## Étymologie
Cette espèce est nommée en l'honneur de Cristián T. Samper Kutschbach.

## Publication originale
- Coddington, Kuntner & Opell, 2012 : Systematics of the spider family Deinopidae with a revision of the genus Menneus. Smithsonian Contributions to Zoology, no 636, p. 61 (texte intégral).